# Shunshosai Hokuchō
Shunshosai Hokuchō (春曙斎 北頂) (fl. 1822–1830) est un peintre japonais d'estampes ukiyo-e actif dans la région d'Osaka au cours de  la première moitié du XIXe siècle. Membre de l'école Shunkōsai Fukushū, il étudie auprès de Shunkōsai Hokushū (春好斎北洲). Son nom d'origine est Inoue (井上) et il utilise les gō Shunsho (春曙) (1822-1824), Hokuchō (北頂) (1824-1830) et Inoue Shunshosai (井上春曙斎).
En tant qu'artiste installé à Osaka, les gravures de Hokuchō appartiennent à la catégorie des kamigata-e (上方絵), terme employé pour distinguer les impressions produites dans la région de Kamigata  (Kyoto et Osaka) de celles produites à Edo (moderne Tokyo). Les kamigata-e sont dans leur très grande majorité des kabuki-e (歌舞伎絵), images d'acteurs kabuki produites presque exclusivement par des amateurs, « fans talentueux de kabuki » qui font la promotion de leurs acteurs préférés, plutôt que par des graveurs professionnels d'estampes.

## Œuvres
Hokuchō n'est pas un artiste prolifique et peu des gravures qui lui sont attribuées nous sont parvenues. Nombre d'entre elles sont caractérisées par des fonds jaunes et toutes ces images sont des yakusha-e, portraits d'acteurs du théâtre kabuki. Parmi les acteurs représentés dans son œuvre figurent Ichikawa Ebijūrō (市川蝦十郎), Nakamura Utaemon III (中村歌右衛門), Onoe Kikugorō III (尾上菊五郎), Nakamura Karoku (中村歌六), Nakamura Shikan (中村芝翫), Nakamura Kankurō (中村勘九郎), Arashi Rikan (嵐離寛), Seki Sanjūrō (関三十郎) et Nakamura Matsue (中村松江).
La majorité de ses estampes est publiée par Honya Seishichi (本屋清七) (Honsei) bien qu'il ait aussi produit pour les éditeurs Tenmaya Kihei (天満屋喜兵衛) (Tenki) et Yamaichi (山市). Il travaille régulièrement avec Kasuke, l'un des graveurs sur bois les plus estimés de l'époque,.
Les historiens d'art et les critiques modernes ne sont pas particulièrement impressionnés par l'habileté de Hokuchō, le décrivant comme « compétent mais limité et moins talentueux que son mentor, Hokushū. »

## Collections
Les œuvres de Shunshosai Hokuchō sont conservées dans les collections permanentes de plusieurs musées dont :
- Musée d'art asiatique de San Francisco
- Musée de Vienne
- Cleveland Museum of Art
- Musée des beaux-arts de Boston
- Université de Ritsumeikan [立命館大学]
- Musée royal de l'Ontario
- Bibliothèque municipale de Tokyo [東京都立図書館]
- Waseda University Tsubouchi Memorial Theatre Museum [演劇博物館]
- V & A Museum